# Bürgerbegehren

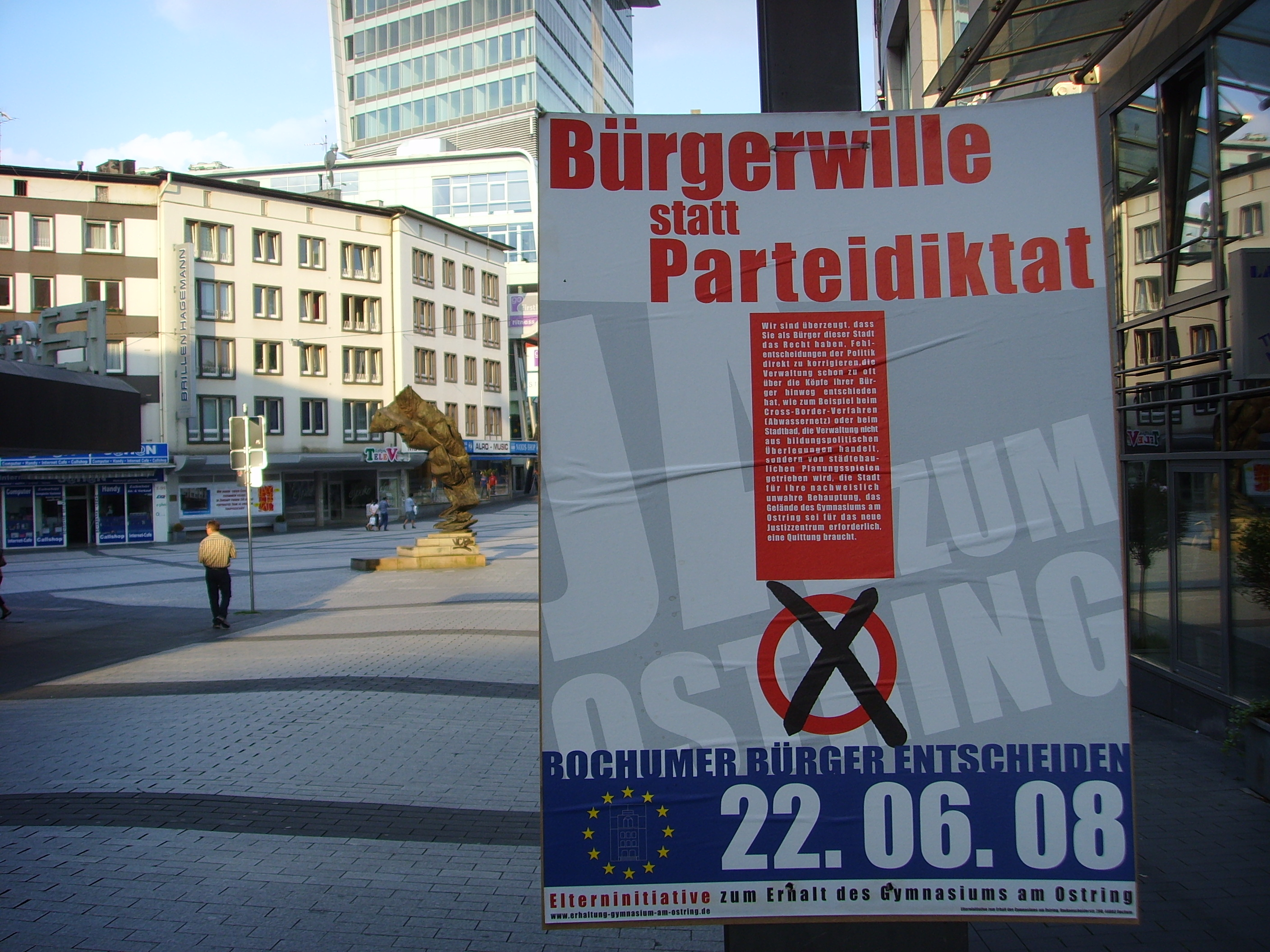
Ein Plakat wirbt für die Unterzeichnung eines Bürgerbegehrens zum Erhalt eines Gymnasiums am Ostring in Bochum, 2008.

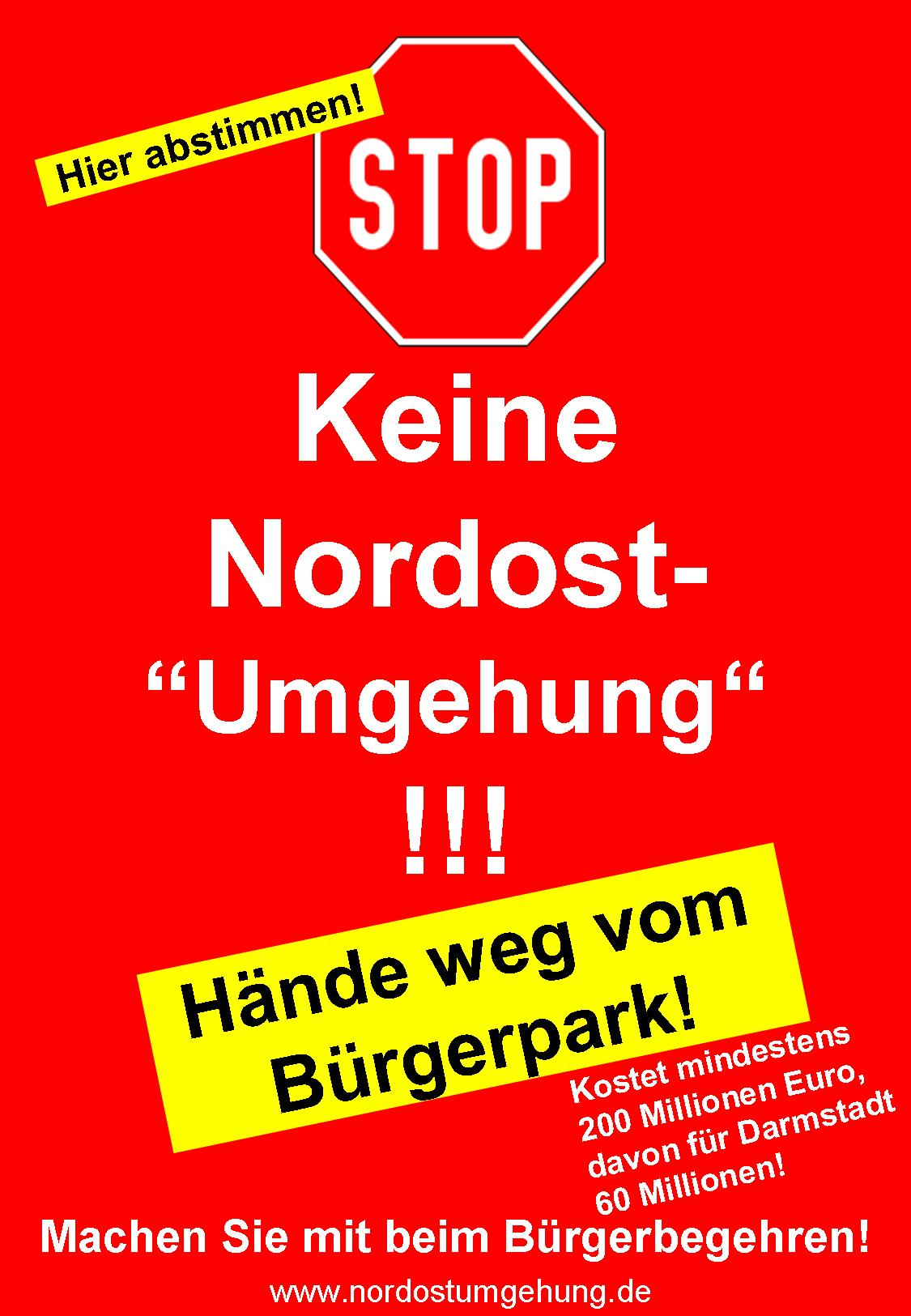
Eines der Plakate zur Abstimmung des Bürgerbegehrens am 7. Juni 2009 für die Aufhebung des Bebauungsplans "N59-Nordostumgehung" in Darmstadt, welcher daraufhin am 15. Dezember 2011 von der Stadtverordneten-Versammlung aufgehoben wurde.

Das Bürgerbegehren ist ein Instrument der direkten Demokratie in Deutschland auf kommunaler Ebene. In bestimmten Angelegenheiten können die Bürger einer kommunalen Gebietskörperschaft (z. B. Gemeinde, Landkreis, Bezirk etc.) einen Antrag auf Bürgerentscheid stellen. Dieser Antrag, der von einem bestimmten Anteil von Wahlberechtigten unterzeichnet werden muss, wird Bürgerbegehren genannt. Auf Landes- bzw. Bundesebene wird dieses Verfahren als Volksbegehren bezeichnet.
Eine besondere Ausprägung ist das kassierende Bürgerbegehren (auch: kassatorisches Bürgerbegehren oder Korrekturbegehren). Darin wird kein eigener politischer Vorschlag der Bürger formuliert, sondern die Aufhebung eines kürzlich erfolgten Beschlusses der kommunalen Vertretung gefordert. Für kassierende Bürgerbegehren gelten oftmals verkürzte Fristen.

## Verfahren

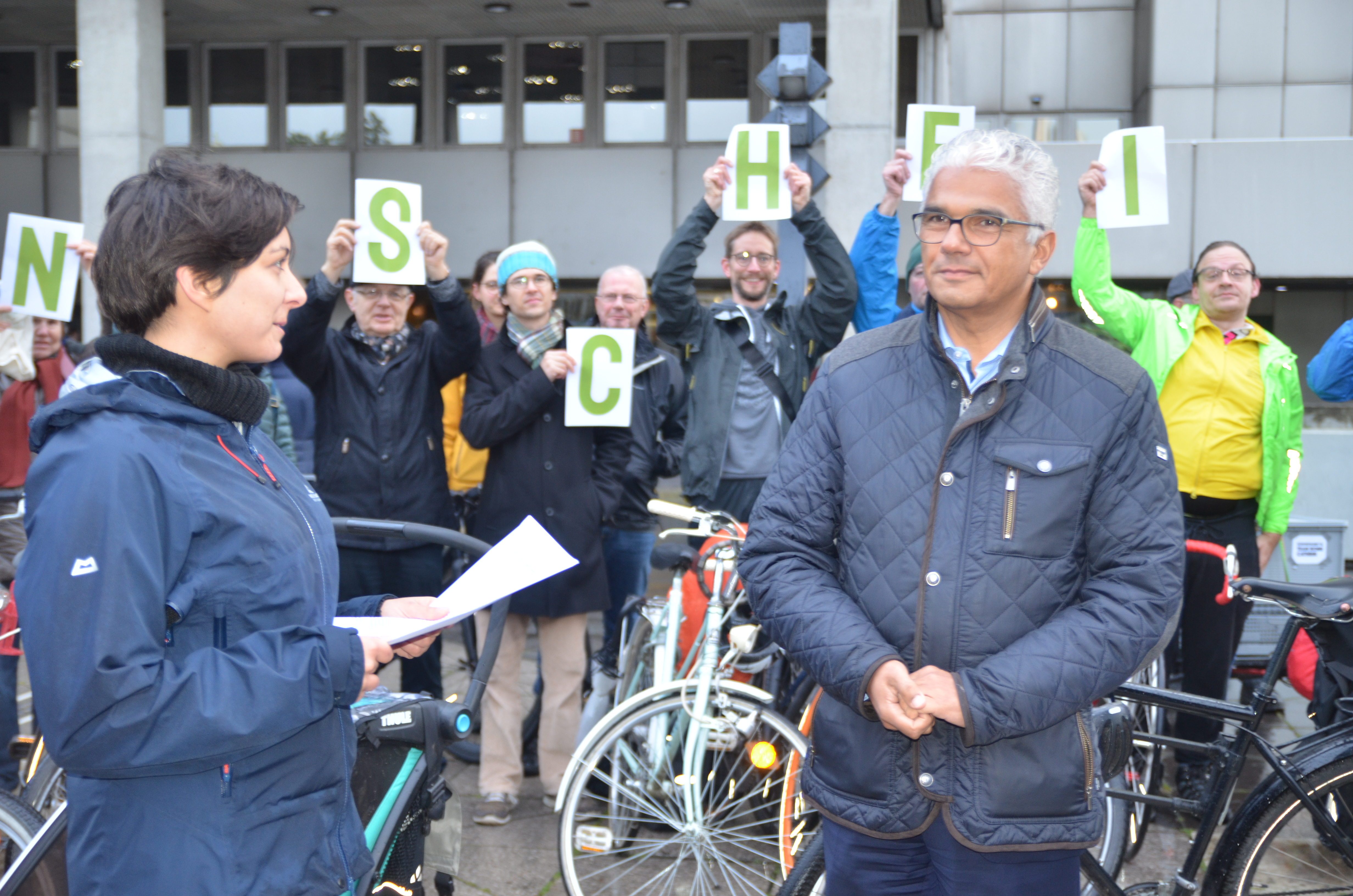
Vertretungsberechtigte des Radentscheids Bonn und Oberbürgermeister Ashok-Alexander Sridharan bei der Einreichung des Bürgerbegehrens (2019)

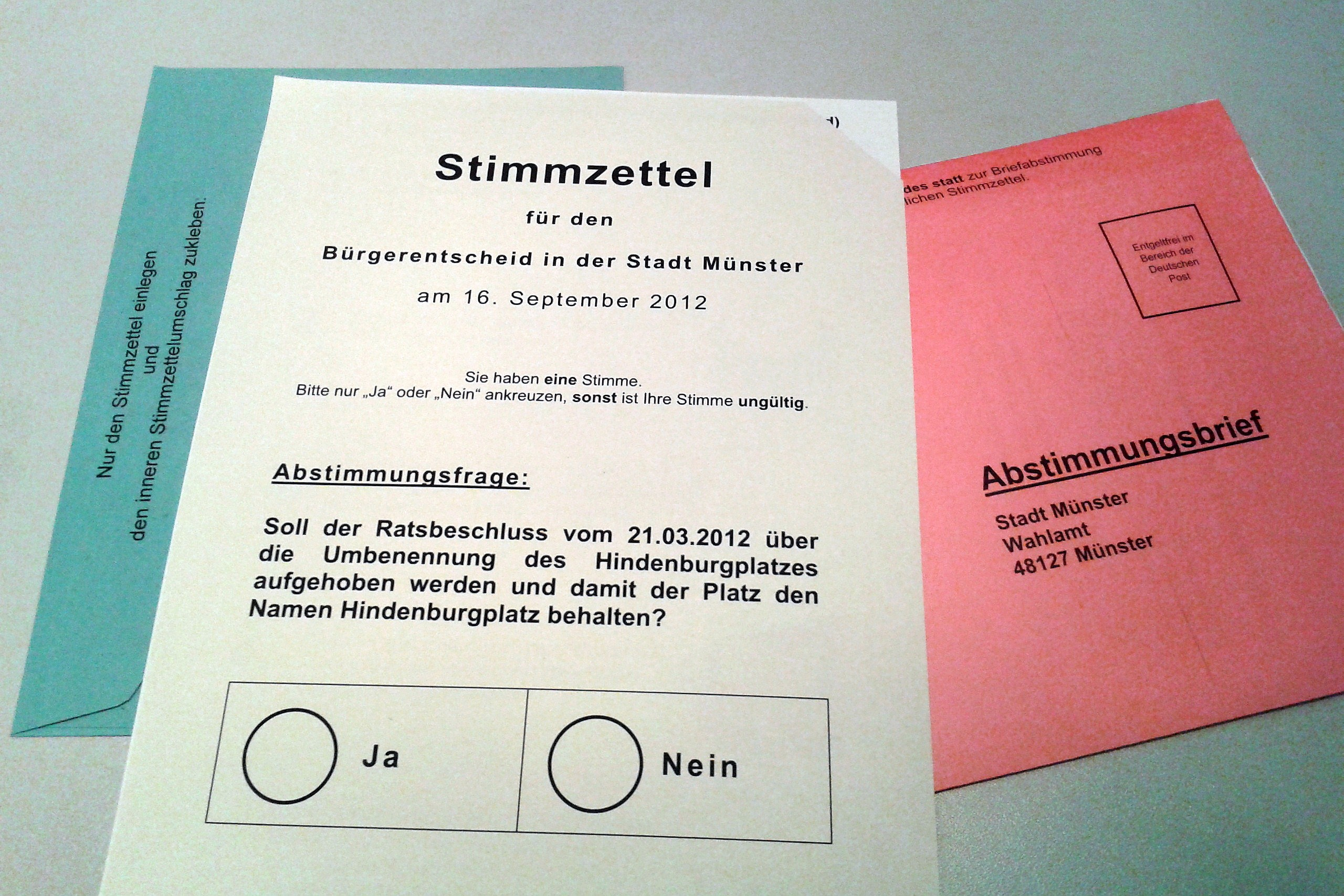
Stimmzettel zum Bürgerentscheid über die Rücknahme der Umbenennung des Hindenburgplatzes in Schlossplatz in Münster (2012)

Die direkte Demokratie auf kommunaler Ebene ist in Deutschland zumeist als zweistufiges Verfahren konzipiert. Das Bürgerbegehren (1. Stufe) gilt dabei als Antrag auf die Durchführung eines Bürgerentscheids (2. Stufe). Lediglich in Berlin, Bremen und Thüringen ist das Verfahren dreistufig, da hier dem Bürgerbegehren ein Zulassungsantrag vorausgeht. Außer in Hessen und in Baden-Württemberg sind in allen Flächenländern der Bundesrepublik Bürgerbegehren auch auf Landkreisebene möglich.
Für den Erfolg eines Bürgerbegehrens ist die Sammlung einer bestimmten Zahl von Unterschriften in einer festgelegten Frist erforderlich. Die genauen Verfahrensregeln, z. B. die Zahl der zu sammelnden Unterschriften, sind dabei allerdings in jedem Bundesland anders geregelt und zumeist in der jeweiligen Gemeinde- beziehungsweise Landkreisordnung oder Kommunalverfassung niedergelegt (siehe Überblick). So müssen etwa in München nur 3 % der Wahlberechtigten unterschreiben, um eine Abstimmung herbeizuführen, in Hamburg sind 2–3 % eines einzelnen Bezirks ausreichend. In Dresden beträgt der Anteil dagegen 5 %, in mehreren Bundesländern bis zu 10 %, im Saarland sogar bis zu 15 %. Da sich in der Vergangenheit die Sammlung von Unterschriften in den im Vergleich zu Dörfern sozial heterogeneren Großstädten als deutlich schwieriger herausgestellt hat, haben einige Bundesländer ein abgestuftes Unterschriftenquorum eingeführt. Je größer die Kommune ist, umso weniger Unterschriften müssen prozentual gesammelt werden.
Bei kassierenden Bürgerbegehren gelten oftmals verkürzte Fristenregelungen. Diese beziehen sich zumeist auf den Tag der Bekanntmachung eines Ratsbeschlusses oder – ist eine Bekanntmachung nicht vorgeschrieben – auf den Sitzungstag des gefassten Beschlusses.
Ist es den Initiatoren eines Bürgerbegehrens gelungen, die notwendige Anzahl Unterschriften zu sammeln, wird das Begehren zunächst auf formale Zulässigkeit geprüft und dann der gewählten kommunalen Vertretung zur Beratung vorgelegt. Diese hat nun die Möglichkeit, in einer bestimmten Frist über die Annahme oder Ablehnung des Bürgerbegehrens zu entscheiden. Lehnt die Vertretung das Bürgerbegehren mehrheitlich ab, kommt es zum Bürgerentscheid.

## Anwendungsbedingungen
Neben dem Unterschriftenquorum unterliegen Bürgerbegehren einer ganzen Reihe von weiteren Beschränkungen. Die genaue Ausgestaltung und Auslegungsweite kann aber je nach Bundesland und zuständiger Behörde stark variieren. Der Verein Mehr Demokratie hat zuletzt 2018 in Zusammenarbeit mit der Universität Wuppertal und der Philipps-Universität Marburg eine bundesweite Übersicht zu den Anwendungsbedingungen in den einzelnen Bundesländern verfasst.

### Themenausschluss
In allen Bundesländern gelten so genannte „Negativkataloge“, die wichtige kommunalpolitische Themen (bspw. den Haushalt oder die Bauleitplanung) explizit von Bürgerbegehren ausschließen. Damit sind Bürgerbegehren zu allen Themen zulässig, außer zu den im Negativkatalog aufgelisteten Ausschlüssen.
Zwar variiert der Umfang der Themenausschlüsse von Bundesland zu Bundesland, doch sind in nahezu allen Bundesländern von Bürgerbegehren ausgeschlossen:
- der kommunale Haushalt (in seiner Gesamtheit),
- Entscheidungen in der alleinigen Kompetenz des Bürgermeisters,
- die personelle Besetzung und innere Organisation von öffentlichen Einrichtungen sowie
- Entscheidungen in Rechtsbehelfs- und Rechtsmittelverfahren.

### Kostendeckung/Kostenschätzung
In sechs Bundesländern (Baden-Württemberg, Bremen, Hessen, Mecklenburg, Saarland, Sachsen) wird von den Initiatoren eines Bürgerbegehrens die Aufstellung eines qualifizierten Kostendeckungsplans für die im Falle eines erfolgreichen Bürgerentscheids entstehenden Mehrausgaben gefordert. In der Praxis hat sich diese Forderung oftmals als beträchtliche Hürde herausgestellt, da sie tiefere Einblicke in die Ausgestaltung des jeweiligen kommunalen Haushalts und bisweilen finanzwissenschaftliche Kenntnisse erfordert, die bei den meisten Bürgern kaum vorausgesetzt werden können.
In Berlin werden die mutmaßlichen Mehrkosten vom zuständigen Bezirksamt ermittelt und müssen von den Initiatoren auf den Unterschriftslisten ausgewiesen werden. Ein ähnliches Verfahren der Kostenschätzung gilt in Brandenburg (seit 2018), Niedersachsen (seit 2021) Nordrhein-Westfalen, Schleswig-Holstein (jeweils seit 2013) sowie in Sachsen-Anhalt (seit 2018). Die Bundesländer Bayern, Rheinland-Pfalz und Hamburg verzichten vollständig auf einen von den Initiatoren vorzulegenden Kostendeckungsvorschlag, in Thüringen muss dieser nur bei Bürgerbegehren zur Höhe von Abgaben vorgelegt werden.

## Rahmenbedingungen in den Bundesländern
| Rahmenbedingungen für Bürgerbegehren nach Bundesländern | Rahmenbedingungen für Bürgerbegehren nach Bundesländern                                                                   | Rahmenbedingungen für Bürgerbegehren nach Bundesländern | Rahmenbedingungen für Bürgerbegehren nach Bundesländern                                                                                    | Rahmenbedingungen für Bürgerbegehren nach Bundesländern |
| allgemein                                               | allgemein | Bürgerbegehren                                          | Bürgerbegehren | kassierendes Bürgerbegehren                             |
| Bundesland                                              | geregelt in | Unterschriftsquorum und Fristen                         | Themenausschluss (Auswahl) | Frist nach Ratsbeschluss                                |
| ------------------------------------------------------- | --- | ------------------------------------------------------- | --- | ------------------------------------------------------- |
| Baden-Württemberg                                       | § 21 der Gemeindeordnung auf Landkreisebene nicht zulässig                                                                | 4,5–7 % / keine Frist                                   | außer zu: Bauleitplanung (teilweise), Tarife und Entgelte, Kommunalabgaben                                                                 | 3 Monate                                                |
| Bayern                                                  | Art. 18a der Gemeindeordnung Art. 12a der Landkreisordnung                                                                | 3–10 % / keine Frist                                    | außer zu: Haushaltssatzung | keine Frist                                             |
| Bayern                                                  | → Hauptartikel : Bürgerbegehren und Bürgerentscheid in Bayern                                                             |                                                         | |                                                         |
| Berlin (Bezirke)                                        | § 45 des Bezirksverwaltungsgesetz es existieren keine Landkreise                                                          | 3 % / 6 Monate                                          | kein Themenausschluss, aber bei Bezirkshaushaltsplänen, bezirklichen Sondermitteln, Bebauungs- und Landschaftsplänen nur ersuchend möglich | 6 Monate                                                |
| Berlin (Bezirke)                                        | → Hauptartikel : Bürgerbegehren und Bürgerentscheid in Berlin                                                             |                                                         | |                                                         |
| Brandenburg                                             | § 20 der Gemeindeordnung § 18 der Landkreisordnung                                                                        | 10 % / keine Frist                                      | außer zu: Haushaltssatzung, Abgaben und Tarife, Bauleitplanung                                                                             | 6 Wochen                                                |
| Bremen                                                  | Art. 69–71 der Landesverfassung, §§ 8-26 des Volksentscheidsgesetzes es existieren keine Landkreise                       | 4.000 / 5 % / 3 Monate                                  | außer zu: Haushaltsplan, Abgaben, Beiträge und Gebühren                                                                                    | 3 Monate                                                |
| Bremerhaven                                             | § 15b der Verfassung der Stadt Bremerhaven; §§ 1–4, 6 und 8 des Bürgerbeteiligungsgesetzes es existieren keine Landkreise | 5 % / keine Frist                                       | nur zu: öffentlichen Einrichtungen, Zustimmung zu Gebietsänderungen, Übernahme neuer Aufgaben, Ehrenbürgerrechte                           | 3 Monate                                                |
| Hamburg (Bezirke)                                       | § 32 des Bezirksverwaltungsgesetzes es existieren keine Landkreise                                                        | 2–3 % / 6 Monate                                        | außer zu: Haushalt | keine Frist                                             |
| Hamburg (Bezirke)                                       | → Hauptartikel : Volksgesetzgebung (Hamburg)                                                                              |                                                         | |                                                         |
| Hessen                                                  | § 8b der Gemeindeordnung auf Landkreisebene nicht zulässig                                                                | 3–10 % / keine Frist                                    | außer zu: Haushaltssatzung, Bauleitplanung (teilweise)                                                                                     | 8 Wochen                                                |
| Mecklenburg-Vorpommern                                  | § 20 (Kommune) und § 102 (Landkreise) der Kommunalverfassung                                                              | 2,5–10 % / keine Frist                                  | außer zu: Haushaltswesen, Abgaben und Tarife, Bauleitpläne                                                                                 | 6 Wochen                                                |
| Niedersachsen                                           | § 32 des Kommunalverfassungsgesetzes                                                                                      | 5–10 % / 6 Monate                                       | außer zu: Haushaltssatzung, Abgaben und Entgelte, Bauleitplanung, Krankenhäuser und Rettungsdienste                                        | 6 Monate (bei Bekanntmachungen 3 Monate)                |
| Nordrhein-Westfalen                                     | § 26 der Gemeindeordnung § 23 der Kreisordnung                                                                            | 3–10 % / keine Frist                                    | außer zu: Haushaltssatzung, Abgaben und Entgelte, Bauleitplanung (teilweise)                                                               | 3 Monate (bei Bekanntmachungen 6 Wochen)                |
| Rheinland-Pfalz                                         | § 17a der Gemeindeordnung § 11e der Landkreisordnung                                                                      | 5–9 % / keine Frist                                     | außer zu: Haushaltssatzung, Abgaben und Entgelte, Bauleitplanung                                                                           | 4 Monate                                                |
| Rheinland-Pfalz                                         | § 17a der Gemeindeordnung § 11e der Landkreisordnung                                                                      |                                                         | |                                                         |
| Saarland                                                | § 21a (Kommune) und § 153a (Landkreis) Kommunalselbstverwaltungsgesetzes                                                  | 13,1–15 % / keine Frist (auf Landkreisebene 9–12 %)     | außer zu: Haushaltssatzung, Abgaben und Entgelte, Bauleitplanung                                                                           | 2 Monate                                                |
| Sachsen                                                 | § 25 SächsGemO, § 21 SächsLKrO                                                                                            | 5 % / keine Frist                                       | außer zu: Haushaltssatzung, Abgaben, Tarife und Entgelte                                                                                   | 3 Monate                                                |
| Sachsen-Anhalt                                          | § 26 der Kommunalverfassung                                                                                               | 4,5–10 % / keine Frist                                  | außer zu: Haushaltssatzung, Abgaben und Entgelte, Bauleitplanung                                                                           | 2 Monate                                                |
| Schleswig-Holstein                                      | § 16g der Gemeindeordnung § 16f der Kreisordnung                                                                          | 5–10 % / 6 Monate                                       | außer zu: Haushaltssatzung, Abgaben und Entgelte, Bauleitplanung (teilweise)                                                               | 3 Monate                                                |
| Thüringen                                               | §§ 17, 17a und b (Kommune) und § 96a (Landkreis) der Kommunalverfassung                                                   | 4,5–7 % / 4 Monate                                      | außer zu: Haushaltssatzung, Finanzplan, Abgaben und Entgelte                                                                               | 4 Wochen                                                |

## Geschichte
Zu den ersten Bürgerbegehren und Bürgerentscheiden in Deutschland kam es in verschiedenen Ländern der Weimarer Republik (Baden, Bayern, Braunschweig, Lippe, Mecklenburg-Schwerin, Oldenburg, Sachsen, Sachsen-Altenburg und Thüringen). Insgesamt sind für die Zeit von 1919 bis 1933 dabei 551 Verfahren bekannt, die Dunkelziffer wird noch höher geschätzt. Bei 406 der 551 bekannten Bürgerbegehren und -entscheide während der Weimarer Zeit handelte es sich um Auflösungsbegehren, also solche Verfahren, die auf eine vorzeitige Abberufung und Neuwahl der Gemeindevertretung gerichtet waren.
In den Kommunalverfassungen der einzelnen Länder der Bundesrepublik Deutschland befanden sich bis zum Jahr 1990 nur in Baden-Württemberg Regelungen zur Durchführung von Bürgerbegehren und Bürgerentscheiden. In Baden-Württemberg wurde diese Regelung 1956 eingeführt.  Im Zuge des deutschen Einigungsprozesses wurde jedoch bis 2005 in allen Bundesländern – zuletzt in Berlin – dieses Instrument der direkten Demokratie eingeführt.

## Bewertung
In den ersten Jahrzehnten der Bundesrepublik wurden vor allem aus den Reihen der Parteien und kommunalen Spitzenverbände Befürchtungen über eine querulantische und populistische Instrumentalisierung der Kommunalpolitik durch Bürgerbegehren geäußert. Im Zuge der Ausbreitung auf alle Bundesländer und einer vielfach erfolgten bürgerfreundlicheren Ausgestaltung der gesetzlichen Rahmenbedingungen zwischen 1987 und 2018 hat sich diese Einschätzung weitgehend zerstreut. So betonte der Deutsche Städtetag, dass die breite öffentliche Debatte eines Bürgerbegehrens eine akzeptanzsteigernde Wirkung, auch und gerade für kontroverse Entscheidungen in der Kommune entfalte.
Vor allem von der Zivilgesellschaft und den zahlreichen seit den 1970er Jahren entstandenen Neuen Sozialen Bewegungen werden Bürgerbegehren als ein wichtiges Instrument sowohl zur Durchsetzung konkreter politischer Forderungen in der Kommune, als auch als Mittel zum Aufbau öffentlichen Drucks auf Entscheidungsträger geschätzt. Zum einen bietet das Verfahren die Möglichkeit, in der Regel verbindliche Beschlüsse gegebenenfalls auch gegen den Widerstand einer politischen Elite zu erwirken, zum anderen stärkt die dokumentierte Zahl der Unterstützer die Verhandlungsposition der Initiative.
In der Praxis führen Bürgerbegehren immer wieder zu Rechtsstreitigkeiten, bei denen oftmals formalrechtliche Fehler im Vordergrund stehen. So wurde 1996 das erste Bürgerbegehren in der Stadt Bochum trotz ausreichender Zahl an Unterschriften nicht zugelassen, da die Unterschreibenden statt des Geburtsdatums ihr Alter angegeben hatten und die Initiatorin keinen den Anforderungen genügenden Kostendeckungsvorschlag machte. In einigen Bundesländern, wie beispielsweise Berlin, versucht man diesem Problem durch eine dem Bürgerbegehren vorgelagerte Beratung der Initiatoren zu entgegen. Aber auch hier wurde 2006 ein Bürgerbegehren für gescheitert erklärt, da bei 4000 der gesammelten 11.000 Unterzeichnungen einzelne Angaben fehlten oder unvollständig waren. Nach einer Klage der Initiatoren sah das Berliner Verwaltungsgericht in diesem Vorgehen „Unverhältnismäßigkeit“. Das Fehlen einzelner Pflichtangaben könne eine Nicht-Anerkennung einer Unterstützungsbekundung nur dann begründen, wenn die unterzeichnende Person anhand der weiteren Angaben nicht zweifelsfrei zu identifizieren sei.